# Konstruktion av en icke-mätbar mängd
Denna artikel utgör en fördjupning av artikeln om mätbarhet.
Inom det matematiska området måtteori kan det visas att det finns mängder som inte kan tilldelas ett n-dimensionellt Lebesguemått {\displaystyle m} på ett rimligt sätt. Dessa mängder saknar längd, area eller volym.
Denna artikel skall nu visa att ett sådant mått inte finns genom att konstruera en speciell mängd och härleda en motsägelse.

## Konstruktion
Vi skall konstruera en icke-mätbar delmängd av {\displaystyle \mathbb {R} \,}.
Vi börjar med att definiera en ekvivalensrelation genom att {\displaystyle x\sim y\,} om och endast om {\displaystyle x-y\,} är ett rationellt tal.
Låt {\displaystyle N\,} vara en mängd som innehåller exakt ett element från varje ekvivalensklass. Urvalsaxiomet garanterar att vi kan konstruera {\displaystyle N\,} på detta sätt. Vidare kan vi anta att {\displaystyle N\subset [0,1]}. Vi skall visa att {\displaystyle N\,} inte kan vara mätbar.
Låt för alla rationella tal {\displaystyle r\,}
{\displaystyle N_{r}=\{x+r\,|\,x\in N\}.}
Det vill säga: {\displaystyle N_{r}\,} är alla element i {\displaystyle N\,} förflyttade en sträcka {\displaystyle r\,}. Nu gör vi följande observationer:
- {\displaystyle N\,} och {\displaystyle N_{r}\,} är translationer av varandra, så {\displaystyle m(N)=m(N_{r})\,} eftersom Lebesguemåttet är Haarmåttet,
- {\displaystyle N_{r}\cap N_{s}=\emptyset } då r och s är olika rationella tal.
- {\displaystyle \bigcup _{r\in \mathbb {Q} \cap [0,1]}N_{r}\subset [0,2]} och {\displaystyle \bigcup _{r\in \mathbb {Q} }N_{r}=\mathbb {R} }

Eftersom {\displaystyle \mathbb {Q} \cap [0,1]} är uppräknelig och Lebesguemåttet är sigma-additiv har vi
{\displaystyle \sum _{r\in \mathbb {Q} \cap [0,1]}m(N)=\sum _{r\in \mathbb {Q} \cap [0,1]}m(N_{r})=m\left(\bigcup _{r\in \mathbb {Q} \cap [0,1]}N_{r}\right)\leq m([0,2])=2}. 
Eftersom summan inte är ändlig måste {\displaystyle m(N)=0\,}. Därför
{\displaystyle \infty =m(\mathbb {R} )=m\left(\bigcup _{r\in \mathbb {Q} }N_{r}\right)=\sum _{r\in \mathbb {Q} }m(N_{r})=\sum _{r\in \mathbb {Q} }m(N)=0,}
vilket är en motsägelse. Därför N är icke Lebesguemätbar.
Nu vi vill konstruera icke-mätbar mängd i {\displaystyle \mathbb {R} ^{n}}.
Låt 
{\displaystyle N^{n}:=\prod _{i=1}^{n}N}
där N är icke-mätbar i {\displaystyle \mathbb {R} }.
Då gäller {\displaystyle N^{n}\subset \mathbb {R} ^{n}}. Eftersom projektionen är kontinuerlig är den mätbar. Därför {\displaystyle {\mbox{proj}}^{-1}(N)\,} är icke-mätbar för alla {\displaystyle i=1,2,...,n\,} där {\displaystyle {\mbox{proj}}:\mathbb {R} ^{n}\rightarrow \mathbb {R} } är en projektion. 
Dessutom gäller
{\displaystyle N^{n}=\bigcap _{i=1}^{n}{\mbox{proj}}^{-1}(N)\,}
alltså är {\displaystyle N^{n}\,} icke.mätbar eftersom mätbara mängder är en sigma-algebra.

## Anmärkning
Måttet {\displaystyle m} antogs vara uppräkneligt (till skillnad från ändligt) additivt. Detta antagande behövs i 1 och 2 dimensioner. För 3 och flera dimensioner behöver inte {\displaystyle m} vara uppräkneligt additiv för att icke-mätbara mängder skall existera. Detta visas till exempel av Banach-Tarskis paradox
|  | Den här artikeln ingår i boken: Måtteori |